# Coby Leeuwenburgh-Kloosterman
Coby Leeuwenburgh-Kloosterman (geboren in Goes) is een Nederlands schrijfster.
Na het overlijden van haar zoon door zelfdoding is zij gaan schrijven, eerst voor zichzelf, later ook voor anderen. Haar zoon Patrick, (14 januari 1977 - 17 januari 2016) sprong van een torenflat in Vlissingen. Haar eerste boek, Uit de tijd gesprongen, gaat over rouwverwerking. In de gedichtenbundel Ster tussen de sterren, gaat het deels ook over de rouw over haar zoon, maar ook over onder andere eenzaamheid en watersnood. Avonturen van bibi is een kinderboek waarvan een van de verhalen handelt over de knuffelbeer van haar zoon.

## Werken
- Uit de tijd gesprongen, 2017, ISBN 9789402235371, Uitgeverij Boekscout[4]
- Ster tussen de sterren - gedichten over alledaagse dingen en heftige gebeurtenissen, 2018, ISBN 9789402244076, Uitgeverij Boekscout
- Avonturen van bibi - de knuffel van patrick - vakantie, 2018, ISBN 9789402249736, Uitgeverij Boekscout

- Nederlandse Thesaurus van Auteursnamen: 418840202
- Virtual International Authority File: 66153288289332650458